# Maximiliano Rodríguez (Fußballspieler)
Maximiliano Rodríguez, vollständiger Name Maximiliano Rodríguez Maeso, (* 2. Oktober 1990 in Montevideo) ist ein uruguayischer ehemaliger Fußballspieler.

## Karriere

### Verein
Der 1,80 Meter große Mittelfeldakteur Maximiliano Rodríguez ist der Bruder des Fußballspielers Gastón Rodríguez. Er gehörte zu Beginn seiner Karriere seit der Spielzeit 2009/10 dem Kader des uruguayischen Erstligisten Montevideo Wanderers an. In jener Saison lief er 18-mal in der Primera División auf und erzielte einen Treffer. In den drei nachfolgenden Spielzeiten folgten 79 weitere Erstligaeinsätze für die Montevideaner, bei denen er 26-mal ins gegnerische Tor traf (2010/11: 28 Spiele (6 Tore); 2011/12: 29 (5); 2012/13: 22 (15)). Mit den 15 Saisontreffern in seiner letzten Spielzeit bei den Wanderers, belegte er hinter Juan Manuel Olivera gleichauf mit Liber Quiñones den 2. Rang der Torschützenliste. Im Mai 2013 verließ er Uruguay in Richtung Brasilien, wo er sich dem Grêmio FBPA aus Porto Alegre anschloss. Bei dem Verein aus dem Bundesstaat Rio Grande do Sul absolvierte er 33 Ligaspiele (22 in der Série A, 11 im Gaucho 1) und schoss sechs Tore (fünf in der Serie A, eins im Gaucho 1). Zudem kam er sechsmal (kein Tor) in der Copa Libertadores und einmal (kein Tor) in der Copa do Brasil zum Einsatz. Im August 2014 wurde er an Vasco da Gama ausgeliehen. Dort lief er 19-mal in der Série B auf und erzielte dabei zwei Treffer. Seit Jahresbeginn 2015 setzte er seine Karriere im Rahmen eines weiteren Leihgeschäfts bei CF Universidad de Chile fort. Er bestritt dort zwölf Erstligaspiele (zwei Tore) und fünf Begegnungen (kein Tor) in der Copa Libertadores 2015. Anschließend kehrte er Mitte Juni 2015 zu Grêmio nach Porto Alegre zurück. Seither wurde er bei den Brasilianern neunmal (ein Tor) in der Serie A und zweimal (kein Tor) in der Copa do Brasil eingesetzt. Im Januar 2016 folgte ein erneuter leihweiser Wechsel. Aufnehmender Verein war dieses Mal der Club Atlético Peñarol, der sich einen prozentualen Teil der Transferrechte am Spieler sicherte. Rodríguez unterschrieb für ein Jahr. In der Clausura 2016 bestritt er für die „Aurinegros“ 14 Erstligaspiele (vier Tore) und zwei Begegnungen (kein Tor) in der Copa Libertadores 2016. Sein Team wurde in der Spielzeit 2015/16 Uruguayischer Meister. In der Saison 2016 wurde er nicht eingesetzt. Zum Jahresanfang 2017 kehrte er zu Grêmio zurück. Seither (Stand: 29. Juli 2017) absolvierte er für den Klub aus Porto Alegre zwei Partien (kein Tor) in der Primeira Liga und ebenfalls zwei Spiele (kein Tor) im Campeonato Gaucho.

### Nationalmannschaft
Rodríguez gehörte der Panamerika-Auswahl (U-22) Uruguays an und nahm mit dieser an den Panamerikanischen Spielen 2011 in Mexiko teil. Dort gewann er mit dem Team die Bronzemedaille und trug dazu mit fünf Länderspieleinsätzen (ein Tor) bei.

## Erfolge
- Bronzemedaille Panamerikanische Spiele 2011
- Uruguayischer Meister: 2015/16